# Каюзак, Жером
Жером Каюзак (фр. Jérôme Cahuzac; род. 1952) — французский политик, по профессии — косметический хирург.

## Биография
Родился 19 июня 1952 года в городе Таланс. Отец — бывший военный, инвалид Второй мировой войны; мать — уроженка коммуны Кастельнодари, преподаватель английского языка.
Женился Жером Каюзак в 1980 году, имеет троих детей. В начале 1990-х годов он создал вместе со своей женой Patricia Ménard, врачом-дерматологом, клинику пластической хирургии, специализирующаяся на имплантации волос.
В 2012—2013 годах работал в Министерстве экономики, финансов и внешней торговли Франции в правительстве Франсуа Олланда. Был членом Национального собрания Франции, где представлял 3-й избирательный округ Ло и Гаронна от Социалистической партии Франции.
Является членом масонской организации Великий восток Франции.
Прокуратура Франции обвиняет бывшего министра бюджета Франции Жерома Каюзака в уклонении от уплаты налогов и отмывании денег. Если суд поддержит обвинения прокуратуры, Каюзаку грозит тюремное заключение сроком до 7 лет и денежный штраф до 2 млн евро.
15 мая 2018 года апелляционный суд Парижа признал Каюзака виновным в уклонении от налогов за период 2009—2011 годов, в «отмывании» налоговых нарушений в период 2003—2013 годов, а также в предоставлении ложной или неполной декларации об имуществе в период пребывания в министерской должности и приговорил его к четырём годам лишения свободы (из них два — условно) и к штрафу 300 тыс. евро.
2 июля 2018 года прибыл в деревню Канопи в Гвиане на границе с Бразилией, где по контракту в течение месяца должен работать врачом.